# Alles Gute
Chaos è un singolo della cantante austriaca Mathea, pubblicato il 23 settembre 2019 su etichetta discografica Earcandy Recordings come terzo estratto dall'EP M1.

## Tracce
1. Alles Gute – 2:55

## Classifiche
| Classifica (2019) | Posizione massima |
| ----------------- | ----------------- |
| Austria           | 50                |